# ミス・ユニバース1986
ミス・ユニバース1986（Miss Universe 1986、第35回ミス・ユニバース世界大会）は1986年7月21日にパナマのパナマ市のアトラパ・コンベンション・センターで開催された。ベネズエラのバーバラ・パラシオス・テイデが優勝し、プエルトリコのデボラ・カーシー＝デューから栄冠を授けられた。この年は77か国の代表が競った。日本からは江崎普子が出場した。

## 最終結果

### 入賞者
| 最終結果             | 参加者 |
| -------------------- | --- |
| ミス・ユニバース1986 | - ベネズエラ - バーバラ・パラシオス（Bárbara Palacios） |
| 第2位                | - アメリカ - クリスティ・フィトナー（Christy Fichtner） |
| 第3位                | - コロンビア - マリア・モニカ・ウルビナ（María Mónica Urbina） |
| 第4位                | - ポーランド - ブリギダ・ブジュキェビッチ（Brygida Bziukiewicz） |
| 第5位                | - フィンランド - トゥーラ・イルメリ・ポルビ（Tuula Irmeli Polvi） |
| トップ10             | - ブラジル - ダイセ・ヌネス・デ・ソウザ - チリ - マリアナ・ビラサンテ - プエルトリコ - エリザベス・ロビソン - スイス - イヴリン・グランツマン - ザイール - エメ・ドバラ |

## 特別賞
- グアム - ミス・アミティー（ダイナ・レイエス・サラス）
- イタリア - ミス・フォトジェニック（スザンナ・ハックステップ）
- パナマ - ベスト・ナショナル・コスチューム（ヒルダ・ガルシア・ロペス）